# ハリス・ザンバーラウコス
ハリス・ザンバーラウコス（Haris Zambarloukos, 1970年3月11日 - ）は、キプロス出身の撮影監督である。『ヴィーナス』（2006年）、『スルース』（2007年）、『マンマ・ミーア!』（2008年）、『マイティ・ソー』（2011年）などに携わった。

## 生い立ちとキャリア
キプロスのニコシアで生まれる。ロンドンのセントラル・セント・マーチンズ・カレッジ・オブ・アート・アンド・デザインでファインアートのBAを獲得する。1997年にはアメリカン・フィルム・インスティチュートで撮影のMFAを獲得する。1998年の『シビル・アクション』でコンラッド・L・ホールの下でカメラ・インターンとして働いた。初めて長編映画の撮影監督を務めたのは2000年の『Camera Obscura』である。2006年に『バラエティ』の「注目の撮影監督10人」のうち一人に選ばれた。2007年にケネス・ブラナー監督、マイケル・ケイン主演の『スルース』に参加した。さらに2011年には再びブラナーとコラボした『マイティ・ソー』が公開された。ザンバーラウコスは英国撮影監督協会の理事会員のひとりである。

## フィルモグラフィ
- Camera Obscura (2000)
- Mr In-Between (2001)
- Spivs (2004)
- Jの悲劇 Enduring Love (2004)
- The Best Man (2005)
- ヴィーナス Venus (2006)
- スルース Sleuth (2007)
- 奇術師フーディーニ 〜妖しき幻想〜 Death Defying Acts (2008)
- マンマ・ミーア! Mamma Mia! (2008)
- アザーマン -もう一人の男- The Other Man (2008)
- マイティ・ソー Thor (2011)
- エージェント:ライアン Jack Ryan: Shadow Recruit (2014)
- アイ・イン・ザ・スカイ 世界一安全な戦場 Eye in the Sky (2015)
- オリエント急行殺人事件 Murder on the Orient Express (2017)
- ベルファスト Belfast (2021)
- ナイル殺人事件 Death on the Nile (2022)
- MEG ザ・モンスターズ2 Meg 2: The Trench (2023)
- 名探偵ポアロ:ベネチアの亡霊 A Haunting in Venice (2023)
- Beetlejuice Beetlejuice (2024)